# Kealia (Hawái)
Kealia es un área no incorporada ubicada en el condado de Kauai en el estado estadounidense de Hawái.

## Geografía
Kealia se encuentra ubicado en las coordenadas 22°6′7″N 159°18′31″O / 22.10194, -159.30861.